# Campeonato Argentino de Mayores 1980
El Campeonato Argentino de Mayores de 1980 fue la trigésimo-sexta edición del torneo de uniones regionales organizado por la Unión Argentina de Rugby. Se llevó a cabo entre el 20 de septiembre y el 12 de octubre de 1980.
La Unión de Rugby del Alto Valle de Río Negro y Neuquén fue designada por primera vez como sede de las fases finales del torneo, habiendo anteriormente solo actuado como subsede durante el Campeonato Argentino de Mayores en 1978 y el Campeonato Argentino Juvenil de 1979.
Participó por primera vez de este torneo la Unión Entrerriana de Rugby, una nueva unión regional afiliada a la Unión Argentina de Rugby en 1980 que reúne y representa a los clubes provenientes de la Provincia de Entre Ríos. La región sería así representada en el torneo por primera vez en más de veinte años, luego de la última participación de la Unión de Rugby del Río Paraná en el Campeonato Argentino de Rugby de 1960.

## Equipos participantes
Participaron de esta edición diecisiete equipos: dieciséis uniones provinciales y la Unión Argentina de Rugby, representada por el seleccionado de Buenos Aires. 
| Equipo        | Unión                                                |
| ------------- | ---------------------------------------------------- |
| Alto Valle    | Unión de Rugby del Alto Valle de Río Negro y Neuquén |
| Austral       | Unión de Rugby Austral                               |
| Buenos Aires  | Unión Argentina de Rugby                             |
| Chubut        | Unión de Rugby del Valle del Chubut                  |
| Córdoba       | Unión Cordobesa de Rugby                             |
| Cuyo          | Unión de Rugby de Cuyo                               |
| Entre Ríos    | Unión Entrerriana de Rugby                           |
| Jujuy         | Unión Jujeña de Rugby                                |
| Mar del Plata | Unión de Rugby de Mar del Plata                      |
| Nordeste      | Unión de Rugby del Nordeste                          |
| Rosario       | Unión de Rugby de Rosario                            |
| Salta         | Unión de Rugby de Salta                              |
| San Juan      | Unión Sanjuanina de Rugby                            |
| Santa Fe      | Unión Santafesina de Rugby                           |
| Sur           | Unión de Rugby del Sur                               |
| Tandil        | Unión Tandilense de Rugby                            |
| Tucumán       | Unión de Rugby de Tucumán                            |

Debido a sus ausencias en los encuentros correspondientes a la primera fase, la Unión Jujeña de Rugby y la Unión Tandilense de Rugby fueron sancionadas e impedidas de participar en el Campeonato Argentino de Mayores de 1981.

## Primera fase

### Zona 1
La Unión de Rugby del Nordeste actuó como sede de la Zona 1.
|  | Semifinales      | Semifinales      | Semifinales      |         |              | Final            | Final            | Final            |  |
|  | 20 de septiembre | 20 de septiembre | 20 de septiembre |         |              | 21 de septiembre | 21 de septiembre | 21 de septiembre |  |
|  |                  |                  |                  |         |              |                  |                  |                  |  |
|  |                  |                  |                  |         |              |                  |                  |                  |  |
|  | Nordeste         | Nordeste         | 4                |         |              |                  |                  |                  |  |
|  | Nordeste         | Nordeste         | 4                |         |              |                  |                  |                  |  |
|  | Buenos Aires     | Buenos Aires     | 83               |         |              |                  |                  |                  |  |
|  | Buenos Aires     | Buenos Aires     | 83               |         | Buenos Aires | Buenos Aires     | 32               |                  |  |
|  |                  |                  |                  |         | Buenos Aires | Buenos Aires     | 32               |                  |  |
|  |                  |                  | Tucumán          | Tucumán | 9            |                  |                  |                  |  |
|  | Tucumán          | Tucumán          | Tucumán          | Tucumán | 9            | w.o.             |                  |                  |  |
|  | Tucumán          | Tucumán          |                  |         |              | w.o.             |                  |                  |  |
|  | Jujuy            |                  |                  |         |              |                  |                  |                  |  |
|  |                  |                  |                  |         |              |                  |                  |                  |  |
|  |                  |                  |                  |         |              |                  |                  |                  |  |

| 20 de septiembre | Nordeste | 4 - 83  | Buenos Aires | Resistencia,                              |                                           |
|                  |          | Reporte |              | Árbitro(s): Bruno Bertelli (Buenos Aires) | Árbitro(s): Bruno Bertelli (Buenos Aires) |

| 21 de septiembre | Buenos Aires | 32 - 9  | Tucumán | Resistencia,                              |                                           |
|                  |              | Reporte |         | Árbitro(s): Bruno Bertelli (Buenos Aires) | Árbitro(s): Bruno Bertelli (Buenos Aires) |

### Zona 2
La Unión de Rugby de Cuyo actuó como sede de la Zona 2 con los encuentros disputándose en El Challao, cancha del Marista Rugby Club.
|  | Semifinales      | Semifinales      | Semifinales      |          |    | Final            | Final            | Final            |  |
|  | 20 de septiembre | 20 de septiembre | 20 de septiembre |          |    | 21 de septiembre | 21 de septiembre | 21 de septiembre |  |
|  |                  |                  |                  |          |    |                  |                  |                  |  |
|  |                  |                  |                  |          |    |                  |                  |                  |  |
|  | Cuyo             | Cuyo             | w.o.             |          |    |                  |                  |                  |  |
|  | Cuyo             | Cuyo             | w.o.             |          |    |                  |                  |                  |  |
|  | Tandil           |                  |                  |          |    |                  |                  |                  |  |
|  |                  | Cuyo             | Cuyo             | 31       |    |                  |                  |                  |  |
|  |                  |                  |                  | 31       |    |                  |                  |                  |  |
|  |                  |                  | San Juan         | San Juan | 15 |                  |                  |                  |  |
|  | San Juan         | San Juan         | San Juan         | San Juan | 15 | 16               |                  |                  |  |
|  | San Juan         | San Juan         |                  |          |    | 16               |                  |                  |  |
|  | Chubut           | Chubut           | 12               |          |    |                  |                  |                  |  |
|  | Chubut           | Chubut           | 12               |          |    |                  |                  |                  |  |
|  |                  |                  |                  |          |    |                  |                  |                  |  |

| 20 de septiembre | San Juan | 16 - 12 | Chubut | Marista Rugby Club, Mendoza          |                                      |
|                  |          | Reporte |        | Árbitro(s): Oscar Dominici (Córdoba) | Árbitro(s): Oscar Dominici (Córdoba) |

| 21 de septiembre | Cuyo | 31 - 15 | San Juan | Marista Rugby Club, Mendoza          |                                      |
|                  |      | Reporte |          | Árbitro(s): Oscar Dominici (Córdoba) | Árbitro(s): Oscar Dominici (Córdoba) |

### Zona 3
La Unión de Rugby de Salta actuó como sede de la Zona 3.
|  | Semifinales      | Semifinales      | Semifinales      |         |            | Final            | Final            | Final            |  |
|  | 27 de septiembre | 27 de septiembre | 27 de septiembre |         |            | 28 de septiembre | 28 de septiembre | 28 de septiembre |  |
|  |                  |                  |                  |         |            |                  |                  |                  |  |
|  |                  |                  |                  |         |            |                  |                  |                  |  |
|  | Salta            | Salta            | 20               |         |            |                  |                  |                  |  |
|  | Salta            | Salta            | 20               |         |            |                  |                  |                  |  |
|  | Entre Ríos       | Entre Ríos       | 30               |         |            |                  |                  |                  |  |
|  | Entre Ríos       | Entre Ríos       | 30               |         | Entre Ríos | Entre Ríos       | 12               |                  |  |
|  |                  |                  |                  |         | Entre Ríos | Entre Ríos       | 12               |                  |  |
|  |                  |                  | Rosario          | Rosario | 42         |                  |                  |                  |  |
|  | Santa Fe         | Santa Fe         | Rosario          | Rosario | 42         | 16               |                  |                  |  |
|  | Santa Fe         | Santa Fe         |                  |         |            | 16               |                  |                  |  |
|  | Rosario          | Rosario          | 25               |         |            |                  |                  |                  |  |
|  | Rosario          | Rosario          | 25               |         |            |                  |                  |                  |  |
|  |                  |                  |                  |         |            |                  |                  |                  |  |

| 27 de septiembre | Salta | 20 - 30 | Entre Ríos | Salta,                             |                                    |
|                  |       | Reporte |            | Árbitro(s): Nestor Tula (San Juan) | Árbitro(s): Nestor Tula (San Juan) |

| 27 de septiembre | Santa Fe | 16 - 25 | Rosario | Salta,                                 |                                        |
|                  |          | Reporte |         | Árbitro(s): Douglas Ker (Buenos Aires) | Árbitro(s): Douglas Ker (Buenos Aires) |

| 28 de septiembre | Entre Ríos | 12 - 42 | Rosario | Salta,                                 |                                        |
|                  |            | Reporte |         | Árbitro(s): Douglas Ker (Buenos Aires) | Árbitro(s): Douglas Ker (Buenos Aires) |

### Zona 4
La Unión de Rugby de Mar del Plata actuó como sede de la Zona 3.
|  | Semifinales   | Semifinales   | Semifinales |         |               | Final         | Final | Final |  |
|  |               |               |             |         |               |               |       |       |  |
|  |               |               |             |         |               |               |       |       |  |
|  | Mar del Plata | Mar del Plata | 20          |         |               |               |       |       |  |
|  | Mar del Plata | Mar del Plata | 20          |         |               |               |       |       |  |
|  | Austral       | Austral       | 4           |         |               |               |       |       |  |
|  | Austral       | Austral       | 4           |         | Mar del Plata | Mar del Plata | 9     |       |  |
|  |               |               |             |         | Mar del Plata | Mar del Plata | 9     |       |  |
|  |               |               | Córdoba     | Córdoba | 15            |               |       |       |  |
|  | Córdoba       | Córdoba       | Córdoba     | Córdoba | 15            | 26            |       |       |  |
|  | Córdoba       | Córdoba       |             |         |               | 26            |       |       |  |
|  | Sur           | Sur           | 9           |         |               |               |       |       |  |
|  | Sur           | Sur           | 9           |         |               |               |       |       |  |
|  |               |               |             |         |               |               |       |       |  |

| 27 de septiembre | Mar del Plata | 20 - 4  | Austral | Mar del Plata,                              |                                             |
|                  |               | Reporte |         | Árbitro(s): Jorge Cohen Nuño (Buenos Aires) | Árbitro(s): Jorge Cohen Nuño (Buenos Aires) |

| 27 de septiembre | Córdoba | 26 - 9  | Sur | Mar del Plata,                                      |                                                     |
|                  |         | Reporte |     | Árbitro(s): Carlos Romualdo Gregotti (Buenos Aires) | Árbitro(s): Carlos Romualdo Gregotti (Buenos Aires) |

| 28 de septiembre | Mar del Plata | 9 - 15  | Córdoba | Mar del Plata,                                      |                                                     |
|                  |               | Reporte |         | Árbitro(s): Carlos Romualdo Gregotti (Buenos Aires) | Árbitro(s): Carlos Romualdo Gregotti (Buenos Aires) |

## Interzonal
El encuentro interzonal clasificatorio para las semifinales del torneo enfrentó a los ganadores las zonas 1 y 2, Buenos Aires y la Unión de Rugby de Cuyo.
| 28 de septiembre | Cuyo | 15 - 21 | Buenos Aires | Marista Rugby Club, Mendoza               |                                           |
|                  |      | Reporte |              | Árbitro(s): Felipe Ferrara (Buenos Aires) | Árbitro(s): Felipe Ferrara (Buenos Aires) |

## Fase final
La Unión de Rugby del Alto Valle de Río Negro y Neuquén clasificó directamente a semifinales por ser sede de las fases finales.
|  | Semifinales   | Semifinales   | Semifinales   |         |              | Final         | Final         | Final         |  |
|  | 11 de octubre | 11 de octubre | 11 de octubre |         |              | 12 de octubre | 12 de octubre | 12 de octubre |  |
|  |               |               |               |         |              |               |               |               |  |
|  |               |               |               |         |              |               |               |               |  |
|  | Buenos Aires  | Buenos Aires  | 46            |         |              |               |               |               |  |
|  | Buenos Aires  | Buenos Aires  | 46            |         |              |               |               |               |  |
|  | Rosario       | Rosario       | 19            |         |              |               |               |               |  |
|  | Rosario       | Rosario       | 19            |         | Buenos Aires | Buenos Aires  | 56            |               |  |
|  |               |               |               |         | Buenos Aires | Buenos Aires  | 56            |               |  |
|  |               |               | Córdoba       | Córdoba | 3            |               |               |               |  |
|  | Córdoba       | Córdoba       | Córdoba       | Córdoba | 3            | 38            |               |               |  |
|  | Córdoba       | Córdoba       |               |         |              | 38            |               |               |  |
|  | Alto Valle    | Alto Valle    | 14            |         |              | Tercer lugar  | Tercer lugar  | Tercer lugar  |  |
|  | Alto Valle    | Alto Valle    | 14            |         |              | Tercer lugar  | Tercer lugar  | Tercer lugar  |  |
|  |               |               |               |         |              |               |               |               |  |
|  |               |               |               |         |              | Rosario       | Rosario       | 78            |  |
|  |               |               |               |         |              | Rosario       | Rosario       | 78            |  |
|  |               |               |               |         |              | Alto Valle    | Alto Valle    | 9             |  |
|  |               |               |               |         |              | Alto Valle    | Alto Valle    | 9             |  |
|  |               |               |               |         |              |               |               |               |  |

### Semifinales
| 11 de octubre | Buenos Aires | 46 - 19 | Rosario | Marabunta Rugby Club, Cipolletti          |                                           |
|               |              | Reporte |         | Árbitro(s): Felipe Ferrari (Buenos Aires) | Árbitro(s): Felipe Ferrari (Buenos Aires) |

| 11 de octubre | Córdoba | 38 - 14 | Alto Valle | Marabunta Rugby Club, Cipolletti |                             |
|               |         | Reporte |            | Árbitro(s): Ricardo Colombo      | Árbitro(s): Ricardo Colombo |

### Tercer puesto
| 12 de octubre | Rosario | 78 - 9  | Alto Valle | Marabunta Rugby Club, Cipolletti          |                                           |
|               |         | Reporte |            | Árbitro(s): Felipe Ferrari (Buenos Aires) | Árbitro(s): Felipe Ferrari (Buenos Aires) |

### Final
| 12 de octubre | Buenos Aires | 56 - 3  | Córdoba | Marabunta Rugby Club, Cipolletti |                             |
|               |              | Reporte |         | Árbitro(s): Ricardo Colombo      | Árbitro(s): Ricardo Colombo |

|                      |
| Buenos Aires Campeón |
| Décimo-octavo título |